# История почты и почтовых марок Западного Берлина
История почты и почтовых марок Западного Берлина охватывает период существования этого политического образования с особым международно-правовым статусом (1949—1990). Почта Западного Берлина выпускала собственные почтовые марки.

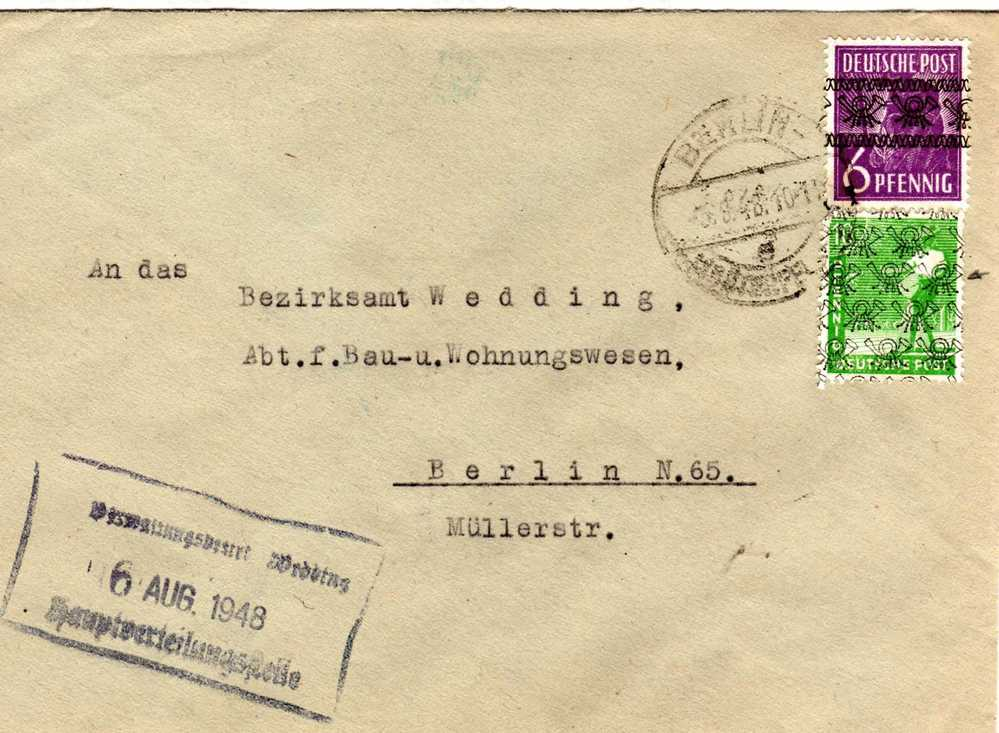
Почтовый конверт, отправленный из Берлина, франкированный марками Тризонии (1948)

## Развитие почты
После раздела Берлина на оккупационные секторы, почтовая служба города оставалась единой. В дальнейшем произошло разделение органов почтовой связи в западном и восточном секторах города. С 1948 по 1990 год в Западном Берлине действовала самостоятельная почтовая администрация.

## Выпуски почтовых марок

### Общеберлинские выпуски
В августе 1945 года в Берлине в обращение вышли почтовые марки Главной почтовой дирекции Берлина с надписью нем. «Stadt Berlin» (Город Берлин). Они использовались на территории всего города. С 17 августа 1945 года в американском и английском секторах Берлина использовались марки, предназначенные для соответствующих зон оккупации Германии. В феврале 1946 года в обращение поступили марки Контрольного совета в Германии — единые для всех зон оккупации Германии, однако марки Главной почтовой дирекции Берлина продолжали находиться в обращении вплоть до 16 октября 1946 года.
20 июня 1948 года в Тризонии и западных секторах Берлина была проведена денежная реформа, результатом которой стало введение на этой территории немецкой марки. С 25 июня 1948 года в западных секторах Берлина стали применяться марки Тризонии с надпечаткой почтового рожка, доставленные из Брауншвейга. Они были в обращении до 19 сентября. Одновременно применялись, но в почтовых отделениях на западе Берлина не продавались, выпуски советской зоны оккупации. Они применялись для оплаты почтовых отправлений в восточный сектор Берлина и советскую зону. Эти марки имели хождение до 21 марта 1949 года. Марки единых выпусков для всех зон Германии могли быть использованы из расчёта 1/10 их номинальной стоимости. Существует большое количество смешанных франкировок марками различных зон.

### Выпуски Западного Берлина

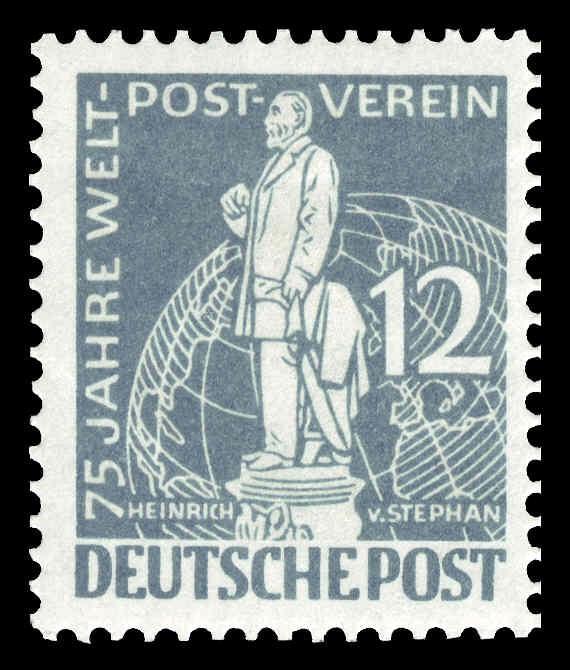
Первая коммеморативная марка Западного Берлина, 1949

В сентябре 1948 года вышла серия из 20 стандартных марок с надпечаткой чёрного цвета «Berlin» по диагонали на марках Контрольного совета. Марки этой серии были в обращении до конца марта 1949 года и продавались за немецкую марку Немецкого эмиссионного банка, курсировавшую в советской зоне оккупации. В январе 1949 года в обращение поступила серия из 14 марок с красной диагональной надпечаткой «Berlin», которая продавалась только за немецкую марку, имевшую хождение в западных зонах Германии. В марте 1949 года западноберлинская почта выпустила 19 марок новой стандартной серии с видами Берлина.
Западноберлинские марки стандартных выпусков выпускались в буклетах. Для этого они печатались в специальных листах. Существуют различные комбинации марок (пары, тет-беши и пр.), а также марки с купонами.
В апреле 1949 года вышли первые коммеморативные марки 3ападного Берлина — 75-летие Всемирного почтового союза было отмечено выпуском серии из семи миниатюр с изображением памятника Генриху фон Стефану.
В декабре 1949 года были выпущены первые западноберлинские почтово-благотворительные марки, дополнительный сбор от которых шёл в фонд помощи берлинским инвалидам. На миниатюрах была изображена рука, поддерживающая жертвенную чашу, на фоне геральдического медведя с герба Берлина. В этой серии был также издан первый почтовый блок Западного Берлина.
С 20 января 1950 года марки 3ападного Берлина разрешено было использовать для почтовой оплаты на территории ФРГ, при этом в почтовых отделениях они не продавались. Марки ФРГ на территории Западного Берлина использовались с 4 февраля того же года. Допускались и смешанные франкировки.
Начиная с 1961 года западноберлинские стандартные серии повторяли стандартные серии ФРГ, отличаясь лишь наименованием почтовой администрации. Встречаются марки стандартных выпусков с номерами на оборотной стороне, которые происходят из рулонов для автоматов по продаже марок.
Все марки Западного Берлина выпущенные с 1 января 1969 года имели неограниченный срок хождения. С этого же года марки начали печатать на флюоресцентной бумаге.
В мае 1987 года вышла первая и единственная автоматная марка Западного Берлина с изображением замка Шарлоттенбург.
Почта 3ападного Берлина регулярно выпускала почтовые марки до сентября 1990 года. На выпусках 1949—1952 годов помещали надпись «Deutsche Post» (Немецкая почта), 1953—1954 годов — «Deutsche Post. Berlin» (Немецкая почта. Берлин), 1955 года — «Landespost. Berlin» (Земельная почта. Берлин), 1955—1990 годов — «Deutsche Bundespost. Berlin» (Немецкая федеральная почта. Берлин). Образцы всех выпускаемых знаков почтовой оплаты Западного Берлина снабжались надпечаткой «Muster» (Образец) и рассылались журналистам и органам печати для информации.
Последняя марка Западного Берлина вышла 27 сентября 1990 года. Она была посвящена 200-летию со дня рождения немецкого педагога Адольфа Дистервега. Все марки Западного Берлина, выпущенные с февраля 1969 по сентябрь 1990 года изъяли из обращения 31 декабря 1991 года.

## Цельные вещи

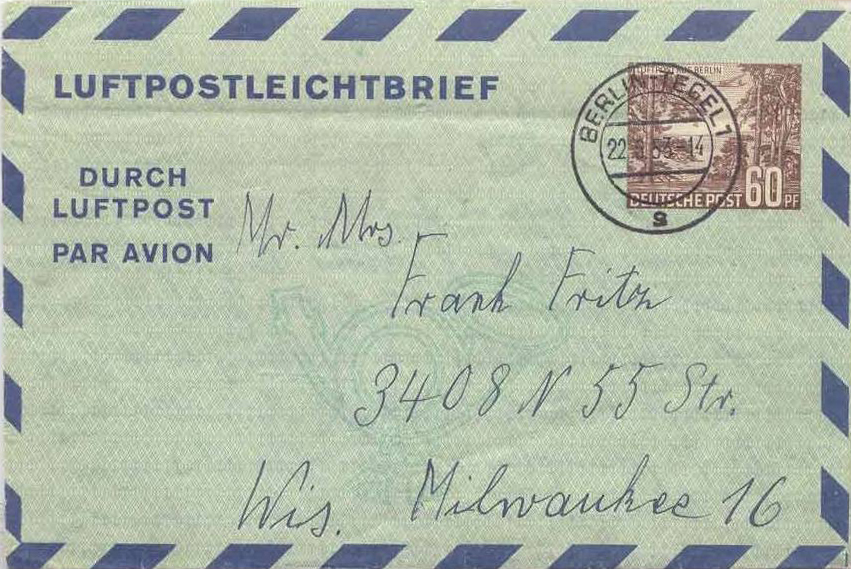
Аэрограмма Западного Берлина, отправленная из района Тегель (1953)

Почтой 3ападного Берлина с 1948 по 1953 год было выпущено шесть аэрограмм. Они использовались до 31 декабря 1954 года.
С 1949 по 1955 год почта 3ападного Берлина издавала официальные конверты первого дня. В 1955 году их выпуск был прекращён. С 1 января 1956 года стали выпускаться официальные листки первого дня с наклеенной маркой, которая гасилась специальными или календарными штемпелями. На листках помещался информационный текст. Всего было выпущено 42 листка. Выпуск прекратился в 1959 году и возобновился в 1975 году.
1 марта 1949 года в 3ападном Берлине была организована экспрессная служба. Стоимость отправляемого письма весом до 20 г составляла 1 марку. Вышел конверт первого дня с надписями зелёного цвета «Eroffnungsfahrt» (Рейс открытия) и чёрного внизу «Postschnelldienst. Berlin» (Почтовая экспрессная служба. Берлин). Конверт был перечёркнут по диагонали зелёными линиями. Слева располагался зелёный прямоугольник с той же чёрной надписью. Почтовая экспрессная служба существовала до 5 марта 1955 года.

## Сувенирные листы и марки

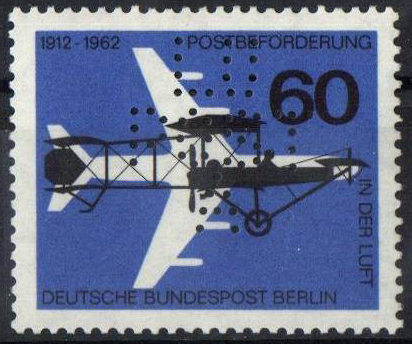
Сувенирная марка (1962) с проколами, выпущенная для международной авиафилателистической выставки «Люпоста 1962»

Во время филателистических выставок почта 3ападного Берлина издавала сувенирные листки в виде блоков с изображением проектов невыпущенных в обращение марок. Первые два сувенирных листка по 1000 экземпляров каждый с изображением проектов авиапочтовых марок, которые намеревались выпустить в 1949 году, были выпущены в 1957 году в связи с филателистической выставкой «Берфила». В 1969 году их переиздали в увеличенном размере и в других цветах. Ещё один листок был выпущен в 1971 году в связи с международной авиафилателистической выставкой «Люпоста». На нём был изображен проект марки для Вюртемберга. Почтового обращения эти листки не имели.
В 1962 году марка 3ападного Берлина в честь 50-летия авиапочты была снабжена надписью «Lu/post /а» с помощью трёхстрочной перфорации. Всего было выпущено 24,5 тысячи экземпляров этой сувенирной марки. Она продавалась на международной авиафилателистической выставке «Люпоста 1962», проходившей в 3ападном Берлине. В почтовом обращении эта марка не находилась.

## Почтовые отделения Западного Берлина
На территории Западного Берлина существовало несколько почтовых отделений. До введения почтовых индексов на штемпелях указывалось название района, в котором располагалось почтовое отделение.

### До введения почтовых индексов
| - Berlin SW 11 - Berlin W 15 - Berlin N 20 - Berlin NW 21 - Berlin SW 29 - Berlin W 30 - Berlin W 35 - Berlin SO 36 (Кройцберг) - Berlin NW 40 - Berlin SW 61 - Berlin N 65 - Berlin SW 68 - Berlin SW 77 - Berlin NW 87 - Berlin-Borsigwalde (Борзигвальде) - Berlin-Britz 1 (Бриц) | - Berlin-Charlottenburg 1, 2, 4, 5, 7, 9 (Шарлоттенбург) - Berlin-Dahlem (Далем) - Berlin-Friedenau 1 (Фриденау) - Berlin-Frohnau 1 (Фронау) - Berlin-Grunewald 1 (Груневальд) - Berlin-Halensee 1 (Халензее) - Berlin-Hermsdorf 1 (Хермсдорф) - Berlin-Kladow (Кладов) - Berlin-Lankwitz 1 (Ланквиц) - Berlin-Lichtenrade 1 (Лихтенраде) - Berlin-Lichterfelde 1 (Лихтерфельде) - Berlin-Mariendorf (Мариендорф) - Berlin-Marienfelde (Мариенфельде) - Berlin-Neukölln 1 (Нойкёльн) - Berlin-Nikolassee (Николасзее) | - Berlin-Reinickendorf (Райниккендорф) - Berlin-Rudow (Рудов) - Berlin-Schlachtensee (Шлахтензее) - Berlin-Schmargendorf (Шмаргендорф) - Berlin-Schöneberg 1 (Шёнеберг) - Berlin-Siemensstadt (Сименсштадт) - Berlin-Spandau 1 (Шпандау) - Berlin-Staaken (Штаакен) - Berlin-Steglitz 1 (Штеглиц) - Berlin-Tegel 1 (Тегель) - Berlin-Tempelhof 1 (Темпельхоф) - Berlin-Waidmannslust (Вайдманнслуст) - Berlin-Wannsee 1 (Ванзее) - Berlin-Wilmersdorf 1 (Вильмерсдорф) - Berlin-Wittenau (Виттенау) - Berlin-Zehlendorf (Целендорф) |

#### Филиалы
| - Berlin-Buckow Ost (Буков) - Berlin-Buckow West - Berlin-Eichkamp (Зидлунг Айхкамп) - Berlin-Gatow (Гатов) - Berlin-Haselhorst (Хазельхорст) | - Berlin-Heiligensee (Хайлигензее) - Berlin-Konradshöhe (Конрадсхёэ) - Berlin-Lübars (Любарс) - Berlin-Neuheiligensee (Нойхайлигензее) | - Berlin-Plötzensee (Плётцензее) - Berlin-Ruhleben (Рулебен) - Berlin-Südende (Сюденде) - Berlin-Tegelort (Тегелорт) - Berlin-Zentralflughafen (Темпельхоф (аэропорт)) |

### После введения почтовых индексов
| - Berlin 11 (Центральное сортировочное отделение, быв. SW 11) - Berlin 10 (Дворец Шарлоттенбург) - Berlin 12 (Charlottenburg) - Berlin 13 (Berlin-Charlottenburg-Nord и Berlin-Siemensstadt) - Berlin 15 (быв. W15; Charlottenburg и Berlin-Wilmersdorf) - Berlin 19 Charlottenburg - Berlin 20 (Berlin-Spandau, Berlin-Staaken и Berlin-Haselhorst) - Berlin 21 (Berlin-Moabit) - Berlin 22 (Berlin-Gatow и Berlin-Kladow) - Berlin 26 (Berlin-Wittenau) - Berlin 27 (Berlin-Tegel, Berlin-Konradshöhe и Berlin-Heiligensee) | - Berlin 28 (Berlin-Frohnau, Berlin-Hermsdorf и Berlin-Waidmannslust) - Berlin 30 (Berlin-Schöneberg-Nord и Berlin-Tiergarten-Süd) - Berlin 31 (Berlin-Wilmersdorf) - Berlin 33 (Berlin-Grunewald, Berlin-Schmargendorf и Berlin-Dahlem) - Berlin 36 (Berlin SO 36 (Kreuzberg-Ost)) - Berlin 37 (Berlin-Zehlendorf) - Berlin 38 (Berlin-Nikolassee) - Berlin 39 (Berlin-Wannsee) - Berlin 41 (Berlin-Steglitz и Berlin-Friedenau) - Berlin 42 (Berlin-Tempelhof и Berlin-Mariendorf) - Berlin 44 (Berlin-Neukölln) | - Berlin 45 (Berlin-Lichterfelde) - Berlin 46 (Berlin-Lankwitz) - Berlin 47 (Berlin-Britz, Berlin-Buckow и Berlin-Rudow) - Berlin 48 (Berlin-Marienfelde) - Berlin 49 (Berlin-Lichtenrade) - Berlin 51 (Berlin-Reinickendorf-Ost) - Berlin 52 (Berlin-Reinickendorf-West) - Berlin 61 (Kreuzberg 61 (Kreuzberg-West)) - Berlin 62 (Berlin-Schöneberg-Süd) - Berlin 65 (Bezirk Wedding) - Berlin 77 (Verzollungszentrum) |